# Hermann Herzenskron
Hermann Josef Herzenskron (* 12. Juli 1789 in Wien; † 17. oder 19. Jänner 1863 ebenda im Alten Allgemeinen Krankenhaus Wien) war ein österreichischer Dramatiker.

## Leben und Werk
Nach Beendigung seines Studiums in Wien wurde er durch Karl Friedrich Hensler veranlasst, sich mit dem Verfassen der damals sehr beliebten Lokalpossen, Parodien und Bearbeitungen französischer Vorlagen zu beschäftigen. Sein erstes Werk aus dem Jahre 1822 trug den Titel Modetorheiten, wurde ein großer Erfolg und erlebte schon im ersten Jahr im Leopoldstädter Theater mehr als 100 Aufführungen. Dank seines sicheren Geschmacks für Bühnenwirksamkeit und des publikumswirksamen Humors hatten seine Werke stets große Wirkung, auch auf anderen österreichischen und deutschen Bühnen, sogar im Wiener Burgtheater.
Er fasste seine Bühnenstücke im sechsteiligen Sammelband Dramatische Kleinigkeiten (Wien 1826–1839) zusammen:
- Band I: Der Bräutigam ohne Braut (eigenes Werk); Hoang Puff; Ein Mädchen ist’s und nicht ein Knabe; Der Kuss an Ueberbringer; Das Häuschen in der Aue; Der Gang in’s Irrenhaus (alles Bearbeitungen, bis auf das erste Stück)
- Band II: Die Unschuldigen; Der mechanische Trompeter; Der schönste Tag des Lebens; Schwindels Fatalitäten; Gastrollen von Ungefähr (alles Bearbeitungen)
- Band III: Acht vernünftige Tage; Der Bittsteller in Verwirrung (beides eigene Werke); Die Landparthie nach Weidling am Bach (Bearbeitung)
- Band IV (auch unter dem Titel: Dramatische Beiträge): Der Maskenball; Der Verstorbene; Die seltsame Wette (alles Bearbeitungen); Bedienteneifer (eigenes Werk); Victor (Bearbeitung)
- Band V (auch unter dem Titel: Thaliens Spenden): Das Geschenk des Fürsten; Seraphine (beides Bearbeitungen); Der Hufschmied (eigenes Werk)
- Band VI (auch unter dem Titel: Dramatische Gaben): Rosa (Bearbeitung); Die Perrücke; Der Bräutigam als Botaniker (beides eigene Werke)

In Taschenbüchern und Zeitschriften hatte Herzenskron ebenfalls etliche Gedichte, Erzählungen und humoristische Aufsätze erfolgreich veröffentlicht. Alle seine Werke, ob Bühnenstücke, Prosa oder Poesie, hatten ausschließlich lokalen Hintergrund. Die kleine Posse Heirat durch die Pferdekomödie oder Die Räuber in den Abruzzen, lokale Posse mit Gesang in einem Aufzuge und einer damit verbundenen Spektakelpantomime in einem Aufzuge diente Johann Nestroy 1827 als Vorlage für sein erstes komisches Bühnenwerk Der Zettelträger Papp.
Während er in jüngeren Jahren mit vielen Persönlichkeiten der Wiener literarischen Gesellschaft verkehrte, lebte er später wegen häuslicher Unglücksfälle und zerrütteter Vermögensverhältnisse sehr zurückgezogen und beendete sein Leben als Vorsteher einer Kinderbewahranstalt. Sein Sohn Viktor Herzenskron (1820–1877) war Schriftsteller und Theaterdirektor.

## Zeitgenössische Kritik
In der Oesterreichischen National-Encyklopädie (1835–37 in Wien erschienen) von Franz Gräffer und Johann Jakob Czikann (1789–1855) war wenig Schmeichelhaftes über Herzenskron zu lesen. Ein dort veröffentlichter Scherenschnitt Herzenskrons wurde im Begleittext erläutert:
„Lange Figur, keine Haare, passirtes Gesicht, fixfingriger aber schwacher Bühnenschriftsteller, ohne gründliche Kenntnisse, eingeweiht in die Chronique scandaleuse der Bühnen, der großen und kleinen Welt, kokett. Geschieden, unglücklicher Börsenspeculant.“
Nach diesem Lexikon wurde Herzenskron im Jahre 1789 geboren, nach anderen zeitgenössischen Werken erst 1792.